# Olzheim

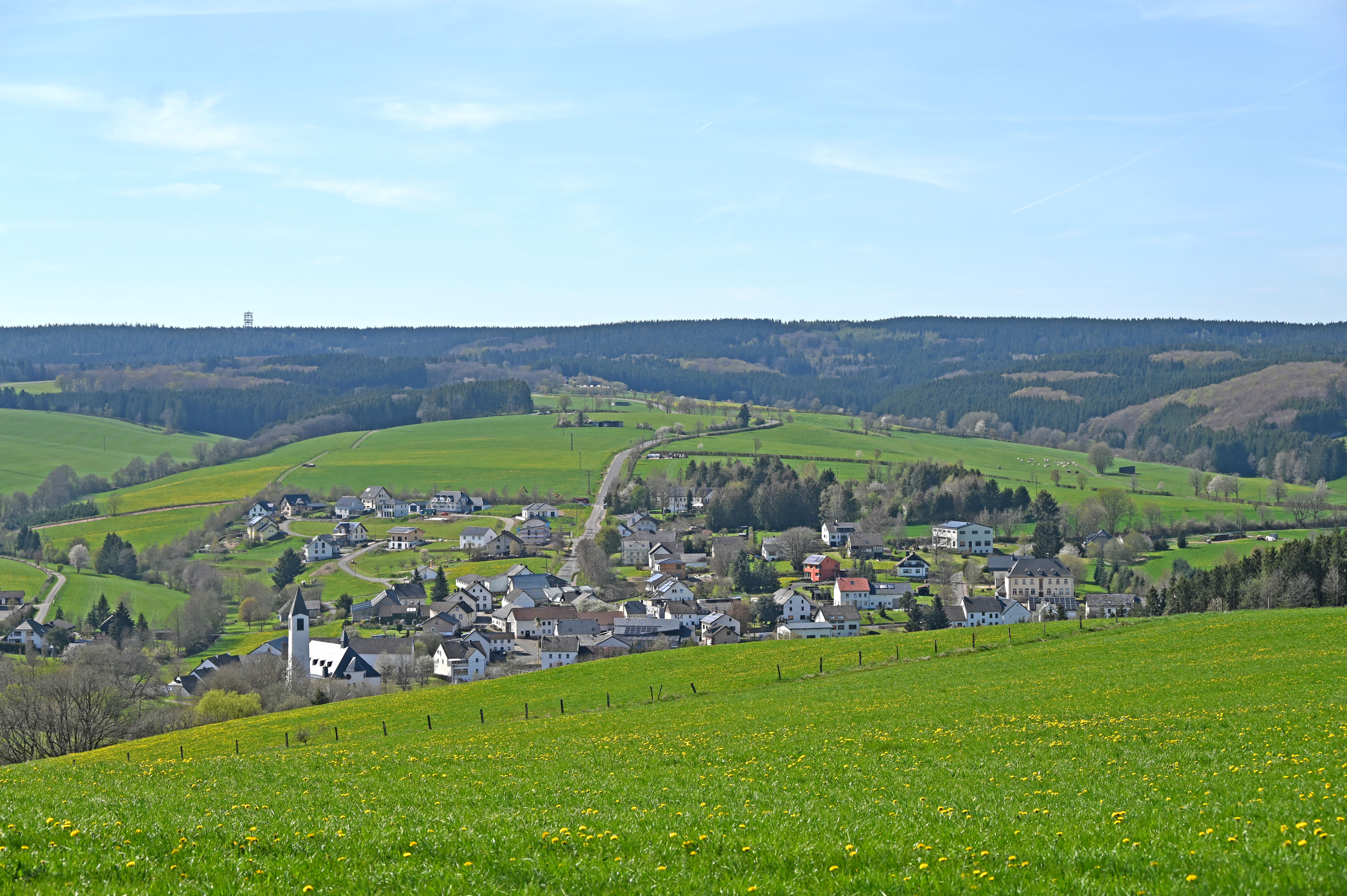
Olzheim von Osten

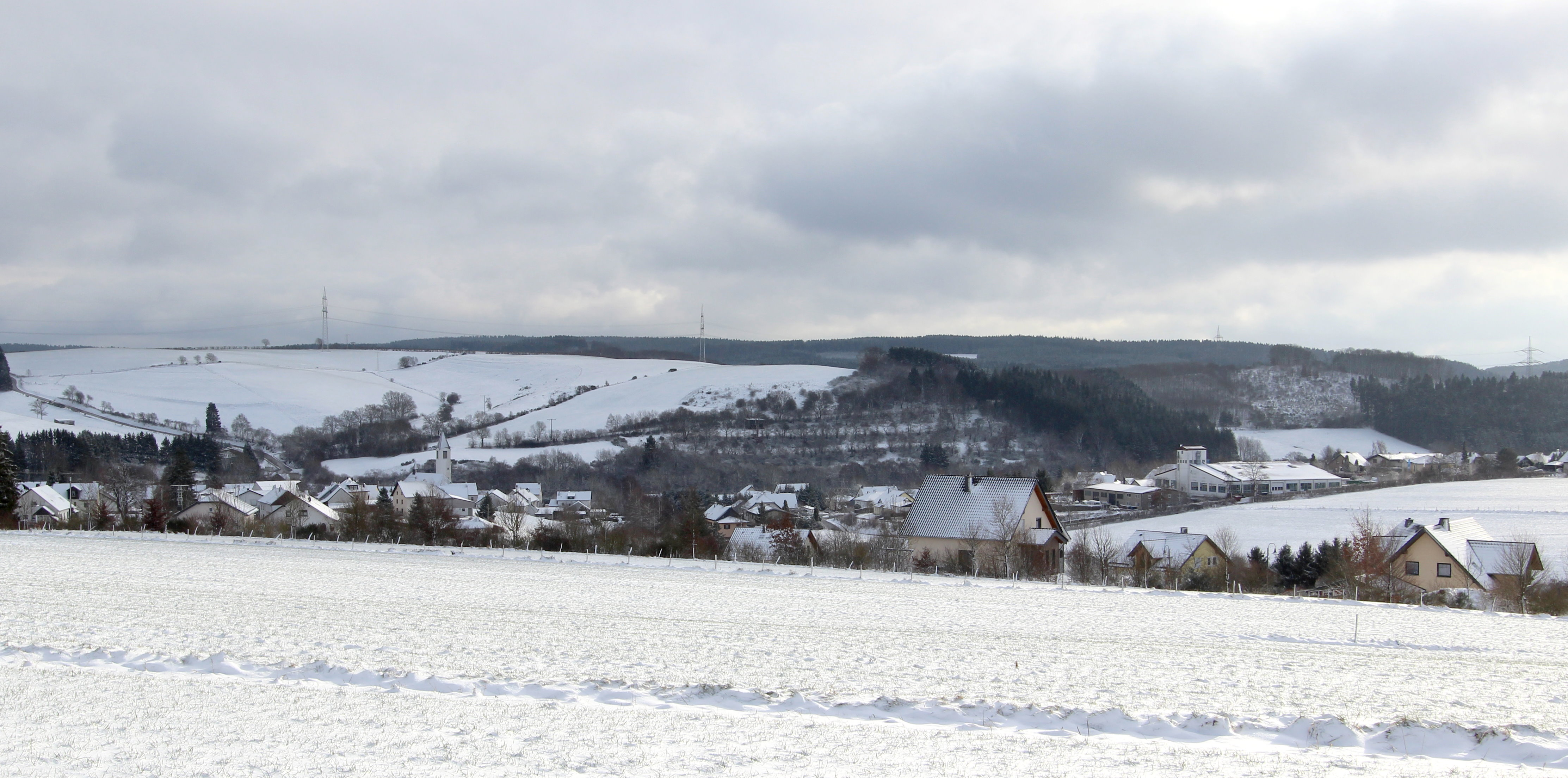
Olzheim (Eifel)

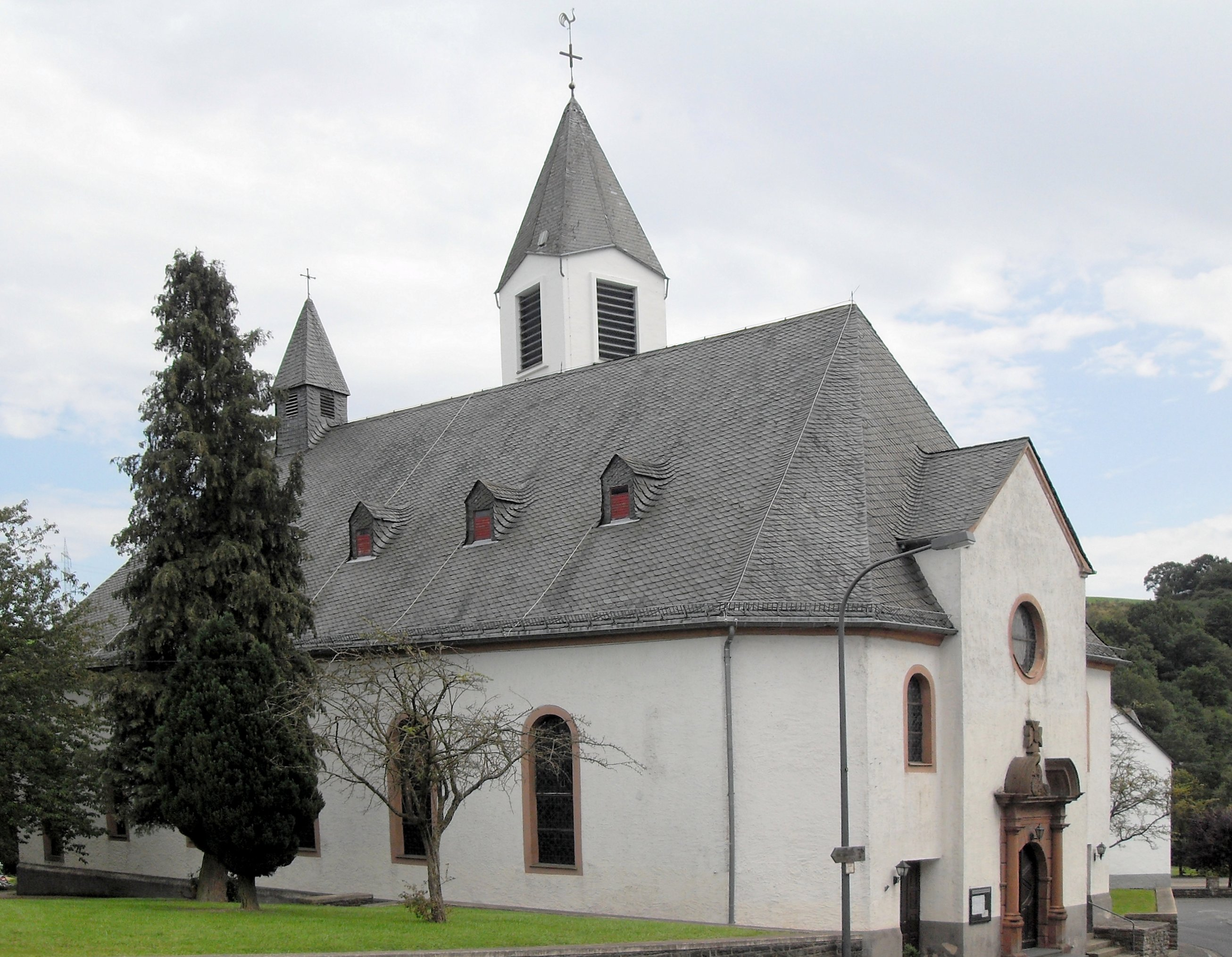
Pfarrkirche St. Brictius

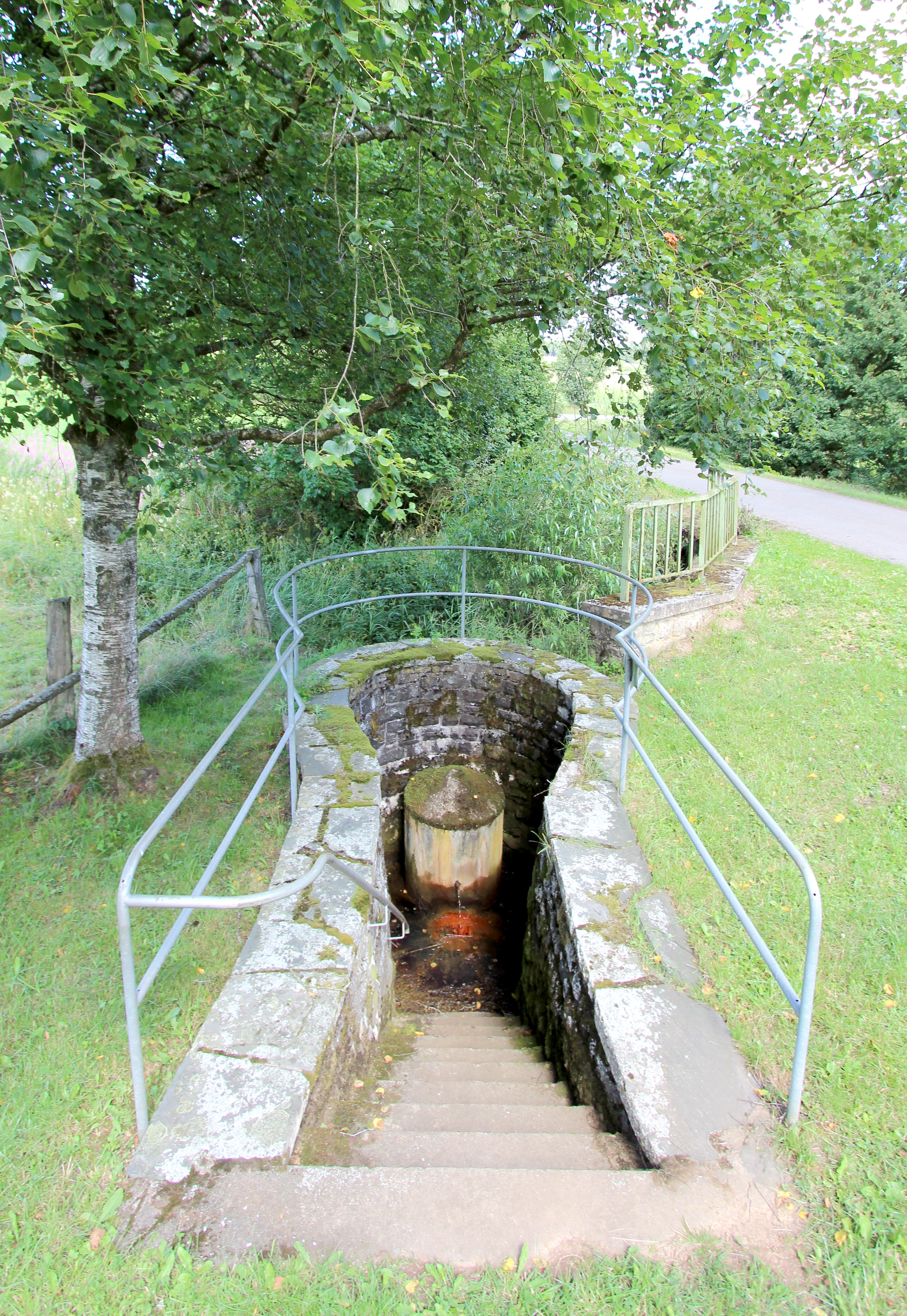
Mineralquelle Olzheimer Drees

Olzheim ist eine Ortsgemeinde im Eifelkreis Bitburg-Prüm in Rheinland-Pfalz. Sie gehört der Verbandsgemeinde Prüm an.

## Geographie
Olzheim liegt am Fluss Prüm, in den dort der Wambach mündet. Zu Olzheim gehören auch der Weiler Knaufspesch sowie die Wohnplätze Halbe Meile, Arenthhof, Hof Frohnborn, Hof Harelstein, Vennhof und Trifterhof 1.

## Geschichte
Olzheim wird 801 im Liber aureus Prumiensis als Ulmezum erstmals erwähnt. 1330 wird erstmals Olzheim als selbständige Pfarrei erwähnt. Der Hof Olmuzze wird schon im Güterverzeichnis der Abtei Prüm im Jahre 893 genannt. 1367, drei Jahre vor seinem Tod, verpfändet Johann, der letzte Herr zu Schönecken, den Hof zu Olmetze. 1485 wird eine neue spätgotische Kirche erbaut.
Olzheim gehörte bis 1576 zum Territorium der Abtei Prüm. Der Trierer Kurfürst Jakob III. von Eltz übernahm das Prümer Territorium, Olzheim gehörte seitdem bis zum Ende des 18. Jahrhunderts landesherrlich zum Kurfürstentum Trier und bildete eine eigene Schultheißerei innerhalb des Amtes Prüm.
Im Jahr 1794 hatten französische Revolutionstruppen das Linke Rheinufer besetzt. Unter der französischen Verwaltung wurde Olzheim 1798 dem Kanton Prüm zugeordnet, der zum Arrondissement Prüm im Saardepartement gehörte. Olzheim wurde Sitz einer Mairie.
Aufgrund der Beschlüsse auf dem Wiener Kongress kam die Region 1815 zum Königreich Preußen. Unter der preußischen Verwaltung wurde Olzheim 1816 Sitz einer Bürgermeisterei im neu gebildeten Kreis Prüm im Regierungsbezirk Trier.
Statistik zur Einwohnerentwicklung
Die Entwicklung der Einwohnerzahl von Olzheim, die Werte von 1871 bis 1987 beruhen auf Volkszählungen:
| Jahr | Einwohner |
| ---- | --------- |
| 1815 | 180       |
| 1835 | 342       |
| 1871 | 322       |
| 1905 | 306       |
| 1939 | 381       |
| 1950 | 408       |
| 1961 | 365       |

| Jahr | Einwohner |
| ---- | --------- |
| 1970 | 350       |
| 1987 | 420       |
| 1997 | 520       |
| 2005 | 564       |
| 2011 | 570       |
| 2017 | 557       |
| 2023 | 579       |

## Politik

### Bürgermeister
Oswin Hoffmann wurde am 26. August 2019 Ortsbürgermeister von Olzheim. Da bei der Direktwahl am 26. Mai 2019 kein gültiger Wahlvorschlag eingereicht wurde, oblag die Neuwahl des Bürgermeisters dem Rat, der sich für Hoffmann entschied. Er wurde im Juni 2024 wiedergewählt.
Hoffmanns Vorgänger als Ortsbürgermeister war Hermann Wirtz.

### Wappen
| Wappen von Olzheim | Blasonierung: „Von Silber über Rot geteilt, oben drei grüne Ulmenblätter, unten ein wachsender silberner Krummstab.“ |
| Wappen von Olzheim | Wappenbegründung: Als Hinweis auf den Ortsnamen (ulmezum = ulmetum = Ulmenwald) stehen im oberen Schildteil drei grüne Ulmenblätter. Im unteren Schildteil ist ein wachsender Krummstab wiedergegeben. Er ist sowohl Hinweis auf den Ortspatron St. Brictius als auch auf die ehemalige territoriale Zugehörigkeit zur Abtei Prüm. Schließlich geben die Schildfelder Rot und Weiß die Farben der Abtei Prüm und die des Kurfürstentums Trier wieder. |

## Kultur und Sehenswürdigkeiten

### Bauwerke
- Katholische Pfarrkirche St. Brictius von 1923
- Afelskreuz – ein Nischenkreuz von 1613 (⊙)
- Marienkapelle in Knaufspesch

Siehe auch: Liste der Kulturdenkmäler in Olzheim

### Grünflächen und Naherholung
- Die Mineralquelle „Olzheimer Drees“ am Dreisbach (⊙)
- Wanderrouten in und um Olzheim[9][10]

Siehe auch: Liste der Naturdenkmale in Olzheim

### Regelmäßige Veranstaltungen
- Burgbrennen am ersten Sonntag nach Aschermittwoch (sogenannter Scheef-Sonntag)[11]
- Jährliches Kirmes- bzw. Kirchweihfest wird sonntags am Sankt-Martins-Tag gefeiert
- Traditionelles Ratschen oder Klappern am Karfreitag und Karsamstag

## Wirtschaft und Infrastruktur

### Unternehmen
Im Ort existieren diverse Handwerksunternehmen, eine Tankstelle, zwei Restaurants und ein Hotel.
Größter Arbeitgeber vor Ort ist das Truck-Center Backes.
Der Windpark Olzheim wurde 1997 gegründet und betreibt seit Dezember 1997 am Olzheimer Berg (⊙) zwei Windräder. Zwei Windenergieanlagen des Typs DeWind D 4 mit einer Nennleistung von jeweils 600 Kilowatt errichtet. 2003 wurde ein weiteres Windrad vom Typ Südwind S77 installiert. Der Windpark Olzheim erzielte im Jahr 2017 einen Ertrag von 1,60 Mio. kWh.
Siehe auch: Liste von Windkraftanlagen in Rheinland-Pfalz

### Verkehr
Olzheim liegt in der Mitte Europas, denn die Europastraße 29 von Spanien nach Skandinavien führt am Ort vorbei. Zu den Endpunkten der Straße ist es von Olzheim etwa gleich weit.